# Кхелуфі Абделькрім
Кхелуфі Абделькрім (англ. Abdelkrim Kheloufi) — доктор філософії з технічних наук (PhD).
Народився і здобув шкільну освіту в Алжирі. Закінчив Донецький національний технічний університет, потім — аспірантуру в цьому ж ВНЗ і у 1998 р. захистив кандидатську дисертацію «Розробка технології збагачення солоного вугілля», виконану під керівництвом д.т.н. Білецького В. С..
Автор понад 20 статей і монографії в галузі збагачення корисних копалин.
Кхелуфі Абделькрім під час свого донецького періоду діяльності входив до членів наукової школи Спеціальні методи збагачення, зневоднення і грудкування тонко- і дрібнодисперсного вугілля.
Робота: Silicon Technology Development Unit, UDTS. (Група з питань розвитку кремнієвої технології, Алжир), Semiconductors Technology Research Center for Energetics (CRTSE), ENOF minig Entrprise.
У 2020 р. — старший науковий співробітник, керівник групи з обробки сировини в Науково-дослідному центрі напівпровідникових технологій для енергетики Алжиру (CRTSE).
Володіє: арабською, французькою, англійською, російською, іспанською і розуміє українську мови.

## Окремі праці
- Silicon carbide thin films with different processing growth as an alternative for energetic application Ouadfel AKeffous AKheloufi A et al.See more Optical Materials (2017) 65 117—123
- Valorization of algerian sand for photovoltaic application // Anas Boussaa SKheloufi ABoutarek Zaourar N et al.See more Acta Physica Polonica A (2016) 130(1) 133—137
- Кхелуфі Абделькрім. Розробка технології збагачення солоного вугілля [Текст]: дис. … канд. техн. наук / А. Кхелуфі. — Донецьк, 1998. — 175 с.
- Перспективы освоения соленых углей Украины / В. С. Белецкий, С. Д. Пожидаев, А. Кхелуфи, П. В. Сергеев. — Донецк: ДонГТУ, УКЦентр, Східний видавничий дім — 1998. — 96 с.
- Kheloufi Abdelkrim Acid leaching technology for obtaining a high-purity of silica for Photovoltaic area
- Математичне моделювання процесу знесолення вугілля / В. С. Білецький, П. В. Сергєєв, Абделькрім Кхелуфі // Збагачення корисних копалин. — 2002. — № 16. — С. 61–65.
- Белецкий В. С., Кхелуфи А. Сохранение технологических свойств коксующегося угля при гидравлическом транспортировании // Кокс и химия.- 1996. — № 4. — С. 9-10.
- Белецкий В. С., Свитлый Ю. Г., Сергеев. П. В., Кхелуфи А. Исследование явления вторичного соленакопления в процессе обессоливания угля // Известия донецкого горного института. — 1998. — № 1(7).- С. 66 — 69.
- Бiлецький В. С., Сергеев. П.В, Кхелуфi Абделькрiм, Шендрик Т. Г. Дослiдження кiнетики знесолюавння обмасленого вугiлля // Геологiя i геохiмiя горючих копалин. — 1998. — № 2 (103). — С.85 — 89.
- Белецкий В. С., Шендрик Т. Г., Кхелуфи А. Проблемы и перспективные технические решения обессоливания углей // Сборник научных трудов Донецкого государственного технического университета. — Донецк: — 1996. — С.61-62.
- Белецкий В. С., Папушин Ю. Л., Сергеев П. В., Кхелуфи А. Рациональные конструкции и схемные решения аппаратов масляной агломерации угля // Сборник научных трудов Донецкого государственного технического университета. — Донецьк: — 1997. — С. 24-25.
- Biletskyi V.S, Sergeev P.V, Kheloufi A. Preparation of salty coals with oil-agglomeration technology // Proc. International Conf. on Coal Science. IX. — Essen (Germany). — 1997. — V. 1. — P. 535—538.

## Інтернет-ресурси
- Division Traitement de la Matière Première et Cristallogenèse' Directeur de la Division Abdelkrim KHELOUFI[недоступне посилання з квітня 2019]
- Kheloufi Abdelkrim, Semiconductors Technology Reasearch Center for Energetics, Raw Material and Crystal Growth, Algeria [Архівовано 2 квітня 2015 у Wayback Machine.]